# Music with Changing Parts
Music with Changing Parts est une œuvre musicale de Philip Glass composée en 1970 pour un ensemble concertant. Cette composition fait partie des œuvres fondatrices de la musique minimaliste.

## Historique
Music with Changing Parts a été créé le 10 novembre 1970 par le Philip Glass Ensemble se produisant dans l'Église presbytérienne de la Cinquième Avenue à New York.
Le seul enregistrement connu, qui a donné la version LP de 1973 et la réédition CD de 1994, provient d'une interprétation effectuée au Martinson Hall of the Public Theatre de New York en 1971.
C'est lors d'une tournée à travers les États-Unis et l'Europe que David Bowie et Brian Eno firent la découverte de la musique de Glass. Le style de cette œuvre influencera fortement Brian Eno, lorsqu'il composera, avec Robert Fripp, en 1973, l'album No Pussyfooting.

## Structure
Music with Changing Parts est une composition construite sous la forme d'une partition ouverte, ce qui permettait certaines libertés d'interprétation, aussi bien dans la distribution des instruments que dans la durée. L'œuvre, souvent jouée en soirée, pouvait durer jusqu'à deux heures. Elle est composée de courts modules, destinés à être répétés régulièrement, jusqu'à ce que Glass indique, d'un hochement de tête, le passage au module suivant.
Le style de l'œuvre est particulier, comparé aux autres productions de Glass. C'est une des rares compositions donnant une certaine marge de manœuvre aux interprètes, leur offrant ainsi la possibilité d'improviser. Ces improvisations sont néanmoins extrêmement contrôlées par Glass qui reconnaissait, en 1978 : « Je n'y suis pas très bon [en improvisation] et par conséquent je n'ai pas envie de me mettre dans une situation où je me couvrirais de ridicule ».
L'ambiance hypnotique générée par cette composition n'est pas sans rappeler celles de Terry Riley, de la même époque, comme A Rainbow in Curved Air ou encore Poppy Nogood and the Phantom Band. Philip Glass ne développera pas d'autre œuvre dans ce style particulier, estimant qu'elle était « un peu trop psychédélique à son goût ».

## Utilisation
Les premières minutes de Music with Changing Parts sont utilisées de manière récurrente dans le long-métrage Réalité de Quentin Dupieux.

## Enregistrements
- Music with Changing Parts, chez Chatham Square, 1973 (2 LP)
- Music with Changing Parts, chez Elektra/Nonesuch Records, 1994